# Roberto Garza
Roberto Garza (Rio Hondo, 26 marzo 1979) è un ex giocatore di football americano statunitense che ha militatp nei ruoli di centro e offensive guard nella National Football League (NFL). Fu scelto nel corso del quarto giro (99º assoluto) del Draft NFL 2001 dagli Atlanta Falcons. Al college giocò a football alla University of Texas A&M–Kingsville.

## Carriera professionistica
Garza fu scelto nel corso del quarto giro del Draft 2001 dagli Atlanta Falcons. Con essi disputò tre stagioni giocando 36 gare, 16 delle quali come titolare. Nel 2005 firmò un contratto di sei anni con i Chicago Bears. A partire dalla stagione 2006, saltò solamente due partite nelle sette stagioni successive (entrambe nel 2010) partendo sempre come titolare.

## Palmarès
- National Football Conference Championship: 1

Chicago Bears: 2006

## Statistiche
| Partite totali      | 206 |
| Partite da titolare | 176 |